# Iselásticos
Se llamaban iselásticos a unos juegos que celebraban los griegos y los romanos. 
Los atletas vencedores disputaban entre otros premios y distinciones, el honor extraordinario de entrar en triunfo en el pueblo de su nacimiento no por la puerta ordinaria, sino por una brecha que al efecto se abría en la muralla, así como ser mantenidos con cargo al tesoro público por el resto de su vida. Se les daba el nombre de iselásticos porque a los vencedores se les conducía a su patria en cuádrigas de caballos.